# فراسیلونگو
فراسیلونگو (به ایتالیایی: Frassilongo) یک کومونه در ایتالیا است که در ترنتینو واقع شده‌است.

## خصوصیات
فراسیلونگو ۱۶٫۷ کیلومترمربع مساحت و ۳۵۴ نفر جمعیت دارد.